# 缺牙症
缺牙症（hypodontia）代表病患缺少一定數量的牙齒，特指缺牙數在六顆以內的情形〈不包含智齒〉。在乳牙期階段，上顎的患病率較下顎高，且多為側門牙缺乏。
另外，缺牙數超過六顆〈不包含智齒〉的情形稱作少牙症 (oligodontia)；全口缺牙〈乳齒或恆齒〉則稱作無齒症 (anodontia)。反之，牙齒數目超出正常數量者稱為多牙症 (hyperdontia)。

## 患病傾向
以白種人而言，最常發生缺失的牙齒依序是智齒（25-35%），上排側門牙（2%）及下排第二小臼齒（3%），或是上排第二小臼齒（男女比 = 1:4）。
乳齒缺失的患者有 30-50%的機率在未來亦缺少恆齒。

## 病因
缺牙症的原因至今未明，但一般相信是基因影響了牙齒發育。案例則顯示高齡孕母、出生體重不足、多胞胎及胚胎期風疹感染有較高的患病傾向。
根據假說，缺牙與神經分佈有著正向關聯，腦幹病變也與缺牙有所關聯。
缺牙症與家族遺傳關係密切，外胚層發育障礙或是唐氏症候群都是可能的原因。唇顎裂患者也經常同時患有缺牙症。除了家族遺傳，激素分祕、環境因子及病原體感染亦是缺牙症的可能肇因。
激素因子包含自發性副甲狀腺素低下症、及假性副甲狀腺素低下症；可能為念珠菌感染〈念珠菌致內分泌病症候群，candida endocrinopathy syndrome〉所導致。
環境因子包含接觸多氯聯苯〈如戴奧辛與類戴奧辛物質〉、輻射、抗癌化學療法、過敏原、及藥物治療後的毒性表皮溶解症〈toxic epidermal necrolysis〉。
病原體感染包含風疹及念珠菌。

## 引用
1. ↑  The Human Mandibular Canal Arises from Three Separate Canals Innervating Different Tooth GroupsJ Dent Res 75 (8): 1540–4.
2. ↑  Kjær I, Kocsis G, Nodal M, Christensen L R. . Eur J Orthod. 1994, 16 (5): 371–5. PMID 7805810. doi:10.1093/ejo/16.5.371 (不活跃 2010-07-25).
3. ↑  Jacobsen J, Jørgensen J B, Kjær I. . Am J Phys Anthropol. 1991, 85 (3): 15–23. PMID 1853939. doi:10.1002/ajpa.1330850104.[永久]
4. ↑  Kjær I. . Acta Odontol Scand. 1995, 53 (3): 135–43. PMID 7572088. doi:10.3109/00016359509005963.
5. ↑  Kjær I. . Acta Odontol Scand. 1997, 55 (1): 70–72. PMID 9083580. doi:10.3109/00016359709091945.